# Южна Лян
Южна Лян (на китайски: 南凉; на пинин: Nánliáng) е държава в Източна Азия, едно от Шестнайсетте царства, съществувало от 397 до 414 година в централната част на днешен Китай.
Южна Лян възниква през 397 година, когато сиенбейският род Туфа, разклонение на рода Туоба, се отцепва от Късна Лян и образува собствена държава в югоизточната част на днешната провинция Гансу и най-източните части на Цинхай. Владетелите на Южна Лян използват титлата уан, като за известно време се признават за васали на Късна Цин. През 414 година Южна Лян е унищожена от Западна Цин, като северните области са завзети от Северна Лян.

## Владетели на Южна Лян
| Име | Име         | Управление |
| --- | ----------- | ---------- |
| 1   | Туфа Угу    | 397-399    |
| 2   | Туфа Лилугу | 399-402    |
| 3   | Туфа Жутан  | 402-414    |